# Melese leucanioides
Melese leucanioides là một loài bướm đêm thuộc phân họ Arctiinae, họ Erebidae.